# 20556 Midgekimble
20556 Midgekimble este un asteroid din centura principală de asteroizi.

## Descriere
20556 Midgekimble este un asteroid din centura principală de asteroizi. A fost descoperit pe 9 septembrie 1999 la Socorro, New Mexico, în cadrul proiectului LINEAR. Asteroidul prezintă o orbită caracterizată de o semiaxă mare de 2,36 ua, o excentricitate de 0,15 și o înclinație de 7,6° în raport cu ecliptica.